# Helicophagus waandersii
Helicophagus waandersii ist eine Fischart aus der Gattung Helicophagus innerhalb der Familie der Haiwelse. Die Art kommt auf Sumatra vor, sowie im Mae Nam Chao Phraya und im Mekong in Thailand, Kambodscha, Laos und Vietnam.

## Merkmale
Helicophagus waandersii weist einen länglichen, seitlich abgeflachten Körperbau auf. Die Art erreicht eine Länge von etwa 70 cm. Der Rumpf ist perlfarben mit schwarzer Ober- und Vorderseite. Kopfunterseite und Bauch sind weiß. Die Flossen sind rötlich. Oberseite und Rand der Schwanzflosse sind dunkel. Auf der Oberseite des Kopfes liegt ein weißlicher Fleck. Der Kopf ist kegelförmig, das Maul ist unterständig. Die Barteln am Oberkiefer erreichen fast die Rückenflosse, die am Unterkiefer sind etwas kürzer. Die Rückenflosse weist zwei Hart- und sechs bis sieben Weichstrahlen auf, die Brustflossen haben einen Hart- und 10 bis 11 Weichstrahlen, die Bauchflossen sechs Weichstrahlen und die Afterflosse 38 bis 42 Weichstrahlen. Am Zwischenkieferbein sitzen die Zähne in zwei quadratischen Gruppen.
Die Art ernährt sich von Weichtieren, hauptsächlich von kleinschaligen Muscheln.